# Naevius zongo
Naevius zongo là một loài nhện trong họ Amaurobiidae.
Loài này thuộc chi Naevius. Naevius zongo được miêu tả năm 1996 bởi Antonio D. Brescovit & Bonaldo.